# 2ドル紙幣 (アメリカ合衆国)
2ドル紙幣（英語: Two Dollar Bill）アメリカ合衆国で流通している紙幣の1種である。紙幣の表面にはトーマス・ジェファーソンの肖像、裏面にはジョン・トランブルの絵画『独立宣言（Declaration of Independence）』が描かれている。
2025年現在は、1976年より連邦準備制度が発行している連邦準備券として発行・流通している。2ドル紙幣の表面は1928年に合衆国紙幣として発行された紙幣のデザインの大部分を踏襲しており、アメリカ及び世界の現用紙幣の中で最も古い様式である。

## 概要
2ドル紙幣はその名の通り2アメリカ合衆国ドルの価値を有する法定通貨であり、最初の発行は1862年からと古い歴史を持つが、アメリカ合衆国の現用紙幣の中で最も流通数・知名度ともに低い状態が続いており、2ドル紙幣の存在すら知らないアメリカ国民も多いのが現状である。その為、銀行からの払い出しも顧客からの要求が無い限り全くされない状態となっている。 
但し、自動販売機や現金自動預け払い機、セルフレジ、自動券売機といった紙幣識別機は一部を除き一通り対応しており、また愛好家らによって積極的に2ドル紙幣を市場に流通させようとする草の根運動も起こっている。

## 普及を妨げる要因
2ドル紙幣を発行するメリットに、1ドル紙幣の2倍の額面であること、つまり印刷・保管・輸送にかかるコストが1ドル紙幣の約半分になるという点が挙げられる。連邦準備券の発行開始時の政府の推計では、1ドル紙幣の半分を2ドル紙幣に置き換えれば1976年からの5年間で約2600万ドル（2025年のインフレ換算で1億4400万ドル）を節約できると見込まれていた。しかし、2ドル紙幣の流通量は2023年時点約16億枚と、1ドル紙幣の約9分の1程度しか流通していない。 
もっとも、その傾向は2ドル紙幣が誕生して間もない20世紀初頭には既成事実化していたと考えられている。世界恐慌時には一般市民が持てる額ではなく、また20世紀中盤には競馬などの賭博やストリップ劇場のチップ、警察への賄賂、地下経済の循環といった用途に用いられているという噂が流布したことから一般市民が忌避し、流通量が増えなかった。その後第二次世界大戦時には軍人への給与を通じて用いられる機会が増え、軍施設内の売店や食堂などで一定量の2ドル紙幣が使用されたが、1960年代に全ての銀貨証券と合衆国紙幣が連邦準備券に置き換えられる中で、2ドル紙幣のみ相当する連邦準備券が用意されず1966年に発行が終了・流通から取り除かれた。
1976年に発行された現行の2ドル紙幣はアメリカ合衆国の独立200周年を記念して発行されたという背景があり、発行時に多くの市民が「この年限定で発行される記念紙幣」という誤った印象を持ったことで、入手した人々が流通させずにコレクターズアイテムとして保管してしまうという現象が起こり、それから今日に至るまで発行してもその多くが流通に回らないという状態となっている。